# Provincia di Ruyigi
La provincia di Ruyigi è una delle 18 province del Burundi con 400 530 abitanti (censimento 2008).
Prende il nome dal suo capoluogo Ruyigi.

## Geografia antropica

### Suddivisioni amministrative
La provincia è suddivisa in 7 comuni:
- Butaganzwa
- Butezi
- Bweru
- Gisuru
- Kinyinya
- Nyabitsinda
- Ruyigi

## Codici
- Codice HASC: BI.RY
- Codice ISO 3166-2: RY
- Codice FIPS PUB 10-4: BY21